# 소니 엑스페리아 T2 울트라
소니 엑스페리아 T2 울트라(Sony Xperia T2 Ultra)는 소니 모바일 커뮤니케이션스에서 2014년 1월에 공개하여 2014년 1월에 출시한 안드로이드 패블릿 스마트폰이다.

## 색상
- 블랙
- 화이트
- 퍼플

## 특수 기능

### 카메라 기능
반셔터 지원 카메라 버튼을 옆면에 장착하였다.

### 기타 기능

#### exFAT
exFAT포맷을 지원하여 용량이 4 GB이상인 파일을 사용할 수 있으며, 외장메모리에도 이 기술이 적용되었다.

## 외형
배터리는 내장형으로 본체가 일체형이며, 뒷면은 플라스틱이다.

## 경쟁 기종
- 삼성 갤럭시 W

## 같이 보기
- 소니 엑스페리아 Z
- 소니 엑스페리아 Z1